# Liste der Kelurahan im Kabupaten Tapanuli Utara
Die Liste der Kelurahan gibt einen Überblick über die Dörfer mit städtischem Charakter (indonesisch Kelurahan) im Regierungsbezirk (indonesisch Kabupaten) Tapanuli Utara der indonesischen Provinz Sumatra Utara. Insgesamt gab es zum Jahresende 2022 in den 455 Kelurahan der Provinz 5.417 Dörfer, von denen 5.277 als Desa ländlichen Charakter hatten, sowie 693 Kelurahan mit städtischem Charakter. Nachfolgende Tabelle gibt neben der Fläche und den Einwohnerzahlen auch deren Zugehörigkeit zu den 15 Kecamatan des Bezirks Tapanuli Utara an.
Als erste Spalte ist der Strukturcode des indonesischen Innenministeriums angegeben. Er gibt gleichfalls Aufschluss über die Zugehörigkeit der Dörfer zu den übergeordneten Verwaltungsebenen: Die ersten drei Zahlenpärchen werden durch Punkte getrennt und geben die Provinz, den Regierungsbezirk (Kabupaten) und den Distrikt (Kecamatan) an. Als letztes folgt nach einem weiteren Trennungspunkt der vierstellige „Dorfcode“ – wobei städtisch geprägte Kelurahan immer mit 1 und „normale“ (ländliche) Desa mit einer 2 beginnen. Die Statistikseiten von BPS (Badan Pusat Statistik) verwenden eine andere Nomenklatur, auf die hier nicht näher eingegangen werden soll, da sie nur bei den Volkszählungen Anwendung findet.
| Code          | Kecamatan          | Kelurahan                | Fläche (km²) | Einw. | Männer | Frauen |
| ------------- | ------------------ | ------------------------ | ------------ | ----- | ------ | ------ |
| 12.02.01.1001 | Tarutung           | Partoli Toruan           | 3,79         | 2.721 | 1.322  | 1.399  |
| 12.02.01.1002 | Tarutung           | Hutatoruan V             | 2,38         | 685   | 340    | 345    |
| 12.02.01.1003 | Tarutung           | Hutatoruan VI            | 4,41         | 674   | 336    | 338    |
| 12.02.01.1004 | Tarutung           | Hutatoruan VII           | 1,42         | 5.443 | 2.650  | 2.793  |
| 12.02.01.1005 | Tarutung           | Hutatoruan IX            | 1,41         | 1.326 | 652    | 674    |
| 12.02.01.1006 | Tarutung           | Hutatoruan X             | 1,10         | 3.954 | 1.907  | 2.047  |
| 12.02.01.1007 | Tarutung           | Hutatoruan XI            | 0,14         | 1.516 | 733    | 783    |
| 12.02.04.1001 | Sipoholon          | Situmeang Habinsaran     | 4,37         | 3.130 | 1.560  | 1.570  |
| 12.02.05.1001 | Pahae Julu         | Onan Hasang              | 5,48         | 645   | 323    | 322    |
| 12.02.06.1001 | Pahae Jae          | Pasar Sarulla            | 1,17         | 970   | 453    | 517    |
| 12.02.09.1001 | Siborong-Borong000 | Pasar Siborong Borong000 | 3,06         | 6.700 | 3.323  | 3.377  |